# Nives Ambruš
Nives Ambruš (11 de marzo de 1988) es una deportista croata que compitió en taekwondo. Ganó una medalla de bronce en el Campeonato Europeo de Taekwondo de 2006, en la categoría de –55 kg.

## Palmarés internacional
| Campeonato Europeo | Campeonato Europeo | Campeonato Europeo | Campeonato Europeo |
| Año                | Lugar              | Medalla            | Categoría          |
| ------------------ | ------------------ | ------------------ | ------------------ |
| 2006               | Bonn (Alemania)    | Medalla de bronce  | –55 kg             |